# 西平站 (驻马店市)
西平站，位于中华人民共和国河南省驻马店市西平县柏城街道，是京广铁路上的火车站，建于1903年，由武汉铁路局驻马店车务段管辖。

## 車站周邊
- 西平县盐业管理局
- 西平汽车站
- 龙泉公园
- 中国移动西平龙泉大道营业厅
- 西平县水利局
- 中国农业发展银行西平支行
- 中国工商银行文化路分理处
- 西平第一实验小学
- 柏城商场新洪路店
- 西平县图书馆
- 中国人民银行西平支行
- 西平县教育体育局
- 西平县第二中学
- 西平佰顺酒店
- 西平县人民医院

## 歷史
- 建于1903年。

## 外部連結
- 中国铁路客户服务中心（页面存档备份，存于）